# Nécro
Nécro (titre original : Obits) est une nouvelle de Stephen King parue dans le recueil Le Bazar des mauvais rêves en 2015.

## Résumé
Michael Anderson, un journaliste, découvre avec effarement mais également attrait, qu'il possède le pouvoir de tuer des gens en rédigeant simplement leurs notices nécrologiques.

## Distinction
La nouvelle a remporté le prix Edgar-Allan-Poe de la meilleure nouvelle 2016.